# 외몽골

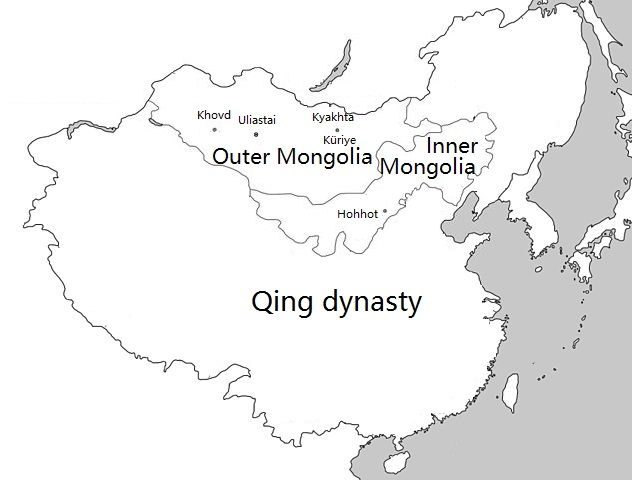
청나라 때의 외몽골과 내몽골 영역

중화민국의 공식 국토를 나타낸 지도 - 빨간색 부분이 몽골의 영토이고, 노란색 부분과 빨간색 부분이 외몽골이다.

외몽골(外蒙古, 중국어: 外蒙古, 병음: Wài Měnggǔ 와이멍구[*], 몽골어: Ар Монгол, 영어: Outer Mongolia)은 중국 청나라 때에 존재했던 행정구역이다.
4개 성(省)으로 구성되어 있었다. 현재는 몽골 공화국과 러시아의 투바 공화국으로 분리되어 있으나, 일반적으로는 중국에서만 몽골 공화국을 지칭하는 말로 쓰인다. 1911년에 신해혁명으로 청나라가 멸망하고 중화민국이 건국된 이후 외몽골 지역은 사실상 중국의 관할에서 완전히 벗어났으며, 1924년에 몽골 인민 공화국이 건국되었다.
중소 우호 동맹 조약에 따라 1945년 몽골 독립 국민투표가 실시되어 1946년 1월 중화민국은 외몽골의 독립을 승인했다. 중화인민공화국은 1949년 정부 수립 직후 몽골 인민 공화국을 승인하였다. 그러나, 중화민국은 동맹조약 위반을 이유로 국가승인을 취소하여 이 지역을 몽골 지방(蒙古地方)이란 이름의 자국 영토로 간주하고 있다.

## 같이 보기
- 할하 - 반중성향의 현재 몽골국 내의 몽골족 중 주축 부족